# Stéphane Van der Heyden
Stéphane Van der Heyden (* 3. Juli 1969 in Sint-Gillis-Waas) ist ein ehemaliger belgischer Fußballspieler und heutiger -trainer.

## Spielerkarriere

### Verein
Van der Heyden begann in der Jugend von Sporting Sint-Gillis-Waas mit dem Fußballspielen.
1987 wurde er Profi beim KSK Beveren. Von dort wechselte er 1991 zum FC Brügge. Mit Brügge wurde Van der Heyden 1992 und 1996 belgischer Meister und gewann 1995 und 1996 den belgischen Pokal.
Nach fünf Jahren in Brügge schloss er sich dem niederländischen Verein Roda JC Kerkrade an. Mit Roda JC  gewann er 1997 den KNVB-Pokal.
Für die folgende Spielzeit wurde er an den OSC Lille ausgeliehen und kehrte im Anschluss zu Roda JC zurück. Von dort ging er 1999 wieder nach Belgien zu Germinal Beerschot. Dort hatte er häufig mit Verletzungen zu kämpfen und wurde zeitweise nur in der B-Mannschaft eingesetzt.
2001 beendete er seine Profikarriere und spielte noch ein Jahr für den unterklassigen Cappellen FC.

### Nationalmannschaft
Von 1991 bis 1994 bestritt Van der Heyden vier Spiele für die belgische Nationalmannschaft, in denen er ohne Torerfolg blieb.
Zur Weltmeisterschaft 1994 in den USA wurde er in den belgischen Kader berufen. Während des Turniers kam er jedoch nicht zum Einsatz.

## Trainerkarriere
Nach dem Ende seiner Spielerkarriere kehrte er 2009 als Assistenztrainer zu seinem früheren Klub KSK Beveren zurück. In dieser Funktion war er anschließend bei KSC Lokeren, beim FC Brügge und beim nordmazedonischen Verein Vardar Skopje tätig.
2018 wurde Van der Heyden unter Vital Borkelmans Assistenztrainer der jordanischen Nationalmannschaft. Nachdem die Qualifikation für die Fußball-Weltmeisterschaft 2022 verpasst wurde, traten beide im Juni 2021 von ihren Ämtern zurück.

## Erfolge
- Belgischer Meister: 1991/92 und 1995/96
- Belgischer Pokalsieger: 1994/95 und 1995/96
- Niederländischer Pokalsieger: 1996/97
- Belgischer Supercupsieger: 1992, 1994 und 1996